# Combrée
Combrée est une ancienne commune française, située dans le Haut-Anjou, le département de Maine-et-Loire en région Pays de la Loire.
Probablement d'origine médiévale, la commune de Combrée est, pendant la Révolution, un haut lieu de la Chouannerie. Commune rurale, elle va voir son potentiel industriel se développer par l'émergence de l'exploitation ardoisière de Bel-Air dès la fin du XIXe siècle, s'accompagnant d'un essor démographique qui va y créer le bourg de Bel-Air de Combrée. L'activité ardoisière périclitant, la commune peine à retenir ses habitants dans les années 1970 jusqu'à l'abandon de l'exploitation en 1982. L'Institution libre de Combrée, créée en 1810, permet à la commune d'accueillir sur son territoire plusieurs centaines d'enfants de niveau collège et lycée, jusqu'à la fermeture de l'établissement en 2005 pour des raisons économiques. Combrée reste aujourd'hui le second centre économique du canton de Pouancé, possédant sur son territoire plus d'une soixantaine d'entreprises.
Depuis le 15 décembre 2016, le territoire appartient à la commune d'Ombrée d'Anjou.

## Géographie

### Localisation
La commune est située à 14 kilomètres à l'ouest de la sous-préfecture Segré, et à l'est à la même distance de Pouancé, le chef-lieu de canton.

### Géologie et relief
Combrée fait partie de l'unité paysagère du Segréen et plus particulièrement de la sous-unité paysagère du Pouancéen, qui se caractérise par un paysage vallonné, aux ondulations orientées d'est en ouest où le maillage bocager tend à se densifier au fur et à mesure que l'on descend dans les vallons. Sur le plan géologique, la commune se trouve sur un terrain schisteux, de formation silurienne provenant du massif armoricain.
Le territoire de Combrée s'étage le long d'une ligne de crête et descend dans les vallées de la Verzée et du Misengrain. Au nord, Bel-Air de Combrée et la forêt d'Ombrée s'alignent sur la partie culminante de l'unique ligne de crête traversant la commune, que suit la route départementale 775 depuis Pouancé. Bel-Air de Combrée se trouve à une centaine de mètres d'altitude par rapport au niveau de la mer. Le relief redescend ensuite, le bourg de Combrée s'élevant à environ 72 mètres, et fini par atteindre environ 42 mètres d'altitude dans la vallée.

### Hydrographie
La commune est traversée d'ouest en est par la Verzée, rejointe par plusieurs ruisseaux coulant le long de la dénivellation, du nord au sud. Parmi ceux-ci, le ruisseau de Gagné, qui forme le plan d'eau de Combrée. Plus à l'est, le ruisseau de Malaunay rejoint également la Verzée. Au nord, dans la forêt d'Ombrée, on trouve plusieurs points d'eau, correspondant aux anciens aménagements d'extraction d'ardoises. Le ruisseau du Misengrain sépare au nord, les communes de Combrée et Bouillé-Ménard.

### Climat
La région du Haut-Anjou est caractéristique de la « douceur angevine ». Le climat du Maine-et-Loire étant un climat de transition entre le climat océanique de la côte atlantique et le climat continental de la Touraine, les hivers y sont doux et les étés agréables. À l'arrivée des perturbations venant de l'océan, le Haut-Anjou et Combrée sont en deuxième ligne. Le nombre de jours avec précipitations y oscille entre 140 et 150 par an.

### Transports
Le réseau Anjou bus permet plusieurs arrêts sur les deux agglomérations qui composent la commune.

## Urbanisme

### Morphologie urbaine
La commune est composée de deux bourgs. Combrée constitue le bourg historique avec la mairie. Le bourg de Bel-Air de Combrée, appelé localement Bel-Air, est le bourg le plus peuplé, issu des anciennes ardoisières situées aux abords de la forêt d'Ombrée. Il est situé à 4 km au nord-est du bourg de Combrée.

## Toponymie
La première mention de la paroisse en 1072 la désigne sous le nom de Ecclesiam de Cumbreia. En 1125, elle est également mentionnée comme Aecclesiam Combreii et Ecclesia Combreii. En 1374, le nom évolue en Combreya. Selon Albert Dauzat, dans son ouvrage Les noms de lieux de la France, la dénomination de « Combrée » viendrait du celtique *comboros, qui signifiait « confluent ».

## Histoire

### Symboles de la ville
|  | L'emblème de Combrée: Un chêne avec, à droite, un fendeur d'ardoise de Bel-Air, symbole des carrières du Pays de l'Ombrée ; à gauche, une femme coupant des épis de blé, image des terres agricoles qui environnent la commune. - Ayant comme devise "VULNERIBUS INVALESCIT" (qui tire sa force de sa peine) |

### Préhistoire et antiquité
Une seule et unique hache en pierre a été retrouvée sur le territoire de la commune, témoignant du passage de populations préhistoriques. De la période antique, une quinzaine de monnaies seulement ont été retrouvées. C'est pourquoi la station de « Combaristum » sur la grande voie gallo-romaine d'Angers à Rennes d'après la table de Peutinger est aujourd'hui identifiée avec l'ancienne commune du Châtelais plus au nord, (fusionnée avec la commune nouvelle de Segré-en-Anjou Bleu) plutôt qu'avec Combrée. En effet, de nombreux vestiges gallo-romains et carolingiens y ont été retrouvés.

### Moyen Âge
L'église est mentionnée dès le XIe siècle, en 1072. Maurice de Vergonnes la tient en fief de la terre de Vern, et donne l'église à l'abbaye Saint-Serge d'Angers. Le fief relevait pour une partie de Pouancé, et pour l'autre de Candé.

### Ancien régime
Plusieurs épidémies, graves, sévissent en 1638 et 1639. Des forges commencent à s'installer dans la forêt d'Ombrée. En 1634, le montant de la taille s'élève à 4 800 livres. Une compagnie de gabelle est installée avant la fin du XVIIe siècle. Une épidémie de dysenterie touche la commune en 1707. Au XVIIIe siècle, pour 202 feux, le montant de l'imposition s'élève à 6 000 livres. Plusieurs moulins fonctionnent le long de la Verzée, et le produit est vendu à Pouancé, à Segré ou en Bretagne, malgré le peu d'entretien des chemins. On ne trouve à l'époque ni chirurgien, ni sage-femme. L'agriculture s'y développe facilement autour de la culture du seigle, de l'avoine, du blé noir et du lin.

### Révolution
En 1790, Combrée devient chef-lieu d'un canton comprenant également Le Bourg-d'Iré, Vergonnes, Noëllet et Noyant-la-Gravoyère. Ce canton est supprimé en l'an III et est intégré au canton de Bouillé-Ménard. Le 12 mars 1793, entre 60 et 200 habitants de Combrée et des paroisses environnantes, opposés au tirage au sort de la levée en masse et armés de fusils, de piques et de bâtons, se dirigent vers le bourg où ils s'emparent de seize fusils, deux sabres et une douzaine de pistolets. Ils désarment les habitants patriotes et se dirigent vers Le Tremblay où ils passent la nuit. Le 13 mars, les révoltés entrent à Loiré où ils décident de se diriger vers Ancenis où se trouvent d'autres insurgés. Alors qu'ils quittent le bourg, ils sont surpris par une troupe de 200 gardes nationaux. François Poilièvre, chef des révoltés, est grièvement blessé et capturé. La fusillade fait sept morts et deux blessés graves chez les insurgés contre trois ou quatre blessés républicains. Vingt-sept insurgés sont capturés, mais François Poilièvre et un autre décèdent de leurs blessures. Le 1er avril, les 25 prisonniers sont jugés par une commission militaire à Angers : trois sont graciés dont deux âgés de 17 ans, les vingt-deux autres sont condamnés à être guillotinés le lendemain. Sur les vingt-deux guillotinés, quinze sont originaires de Combrée, quatre du Tremblay et trois de Bourg-d'Iré.

### Essor et déclin de l'activité ardoisière
L'activité ardoisière commence dès les années 1840, où plusieurs carrières à ciel ouvert sont exploitées. En 1876, la « Société des ardoisières de la forêt » reprend ces exploitations. En 1896, la Commission des Ardoisières d'Angers s'y implante également et rachète totalement l'exploitation en 1908, dans l'idée de concurrencer la Société Ardoisière de l'Anjou implantée à Misengrain. Le puits no 1 fait 195 mètres de profondeur en 1898, le puits no 2 en fait 160 en 1906. À cette date, on construit une cité ouvrière comprenant des logements, une église et une école. Celle-ci s'étale le long de la D 775 reliant Pouancé à Segré. La Première Guerre mondiale voit la mort de 125 hommes. Avant la Seconde Guerre mondiale, les carrières occupaient 800 ouvriers et produisait 25 000 tonnes d'ardoises. La Seconde Guerre mondiale est responsable de la mort de 10 habitants. En 1942, un troisième puits est ouvert et fera 106 mètres de profondeur. Les puits 4, 5 et 6 seront par la suite forés avant la cessation d'activité en 1982.

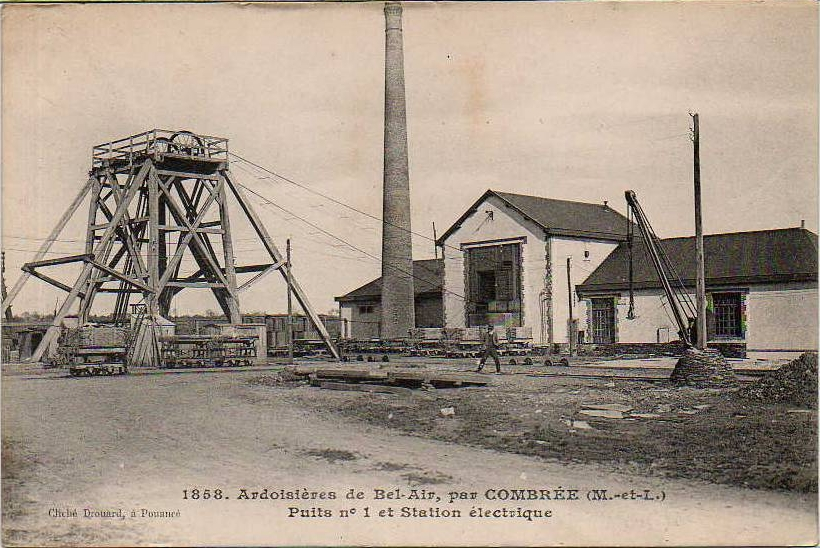
Puits no 1 et station électrique.
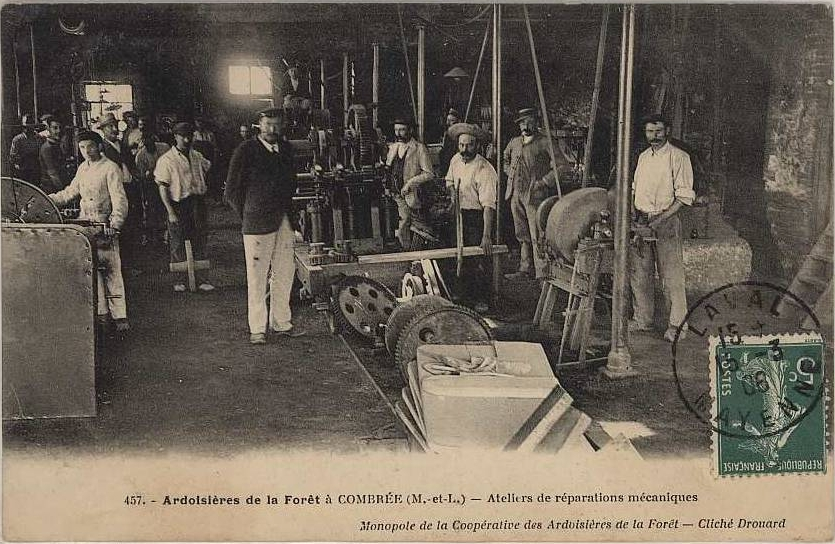
Atelier de réparations mécaniques.
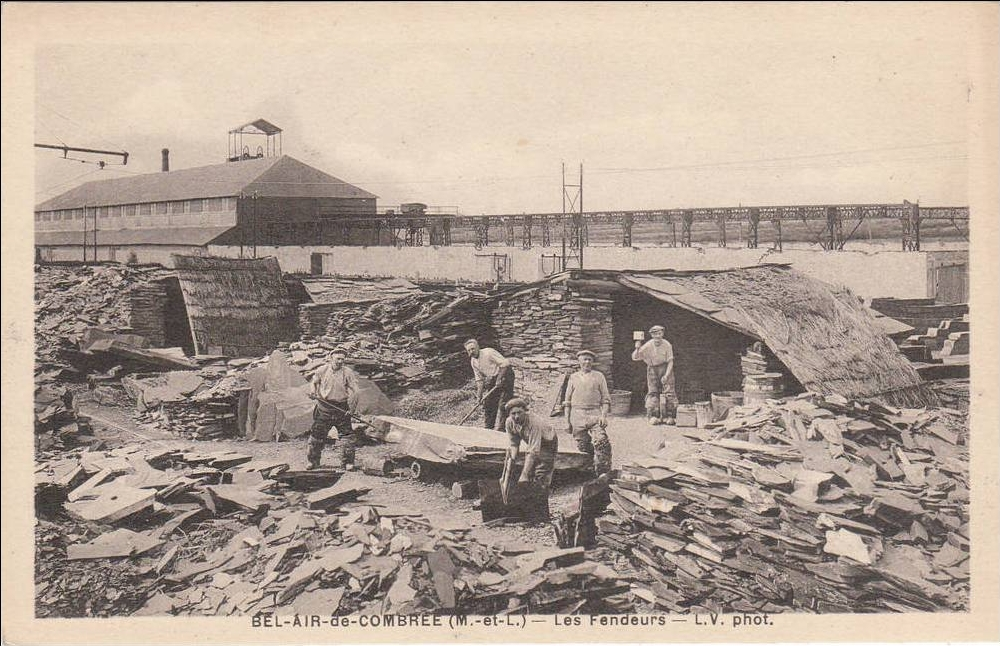
Les fendeurs d'ardoises.
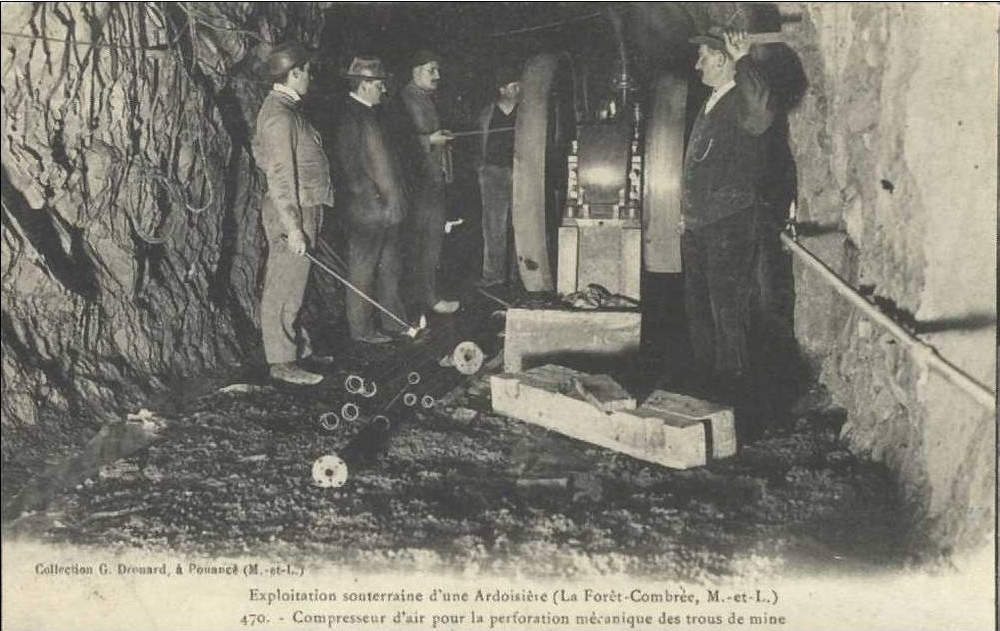
Compresseur d'air pour la perforation mécanique des trous de mine.
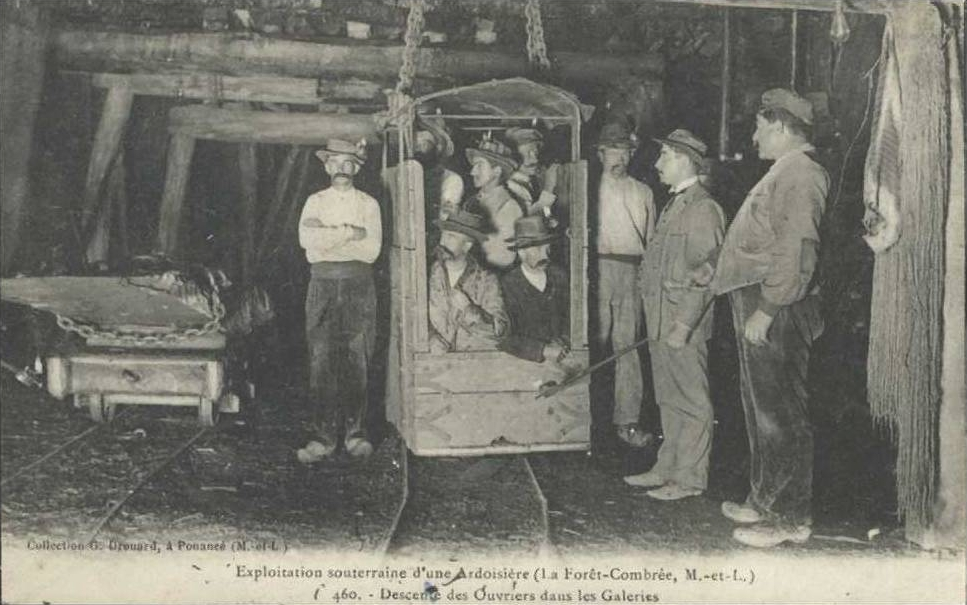
La descente des ouvriers dans la galerie.
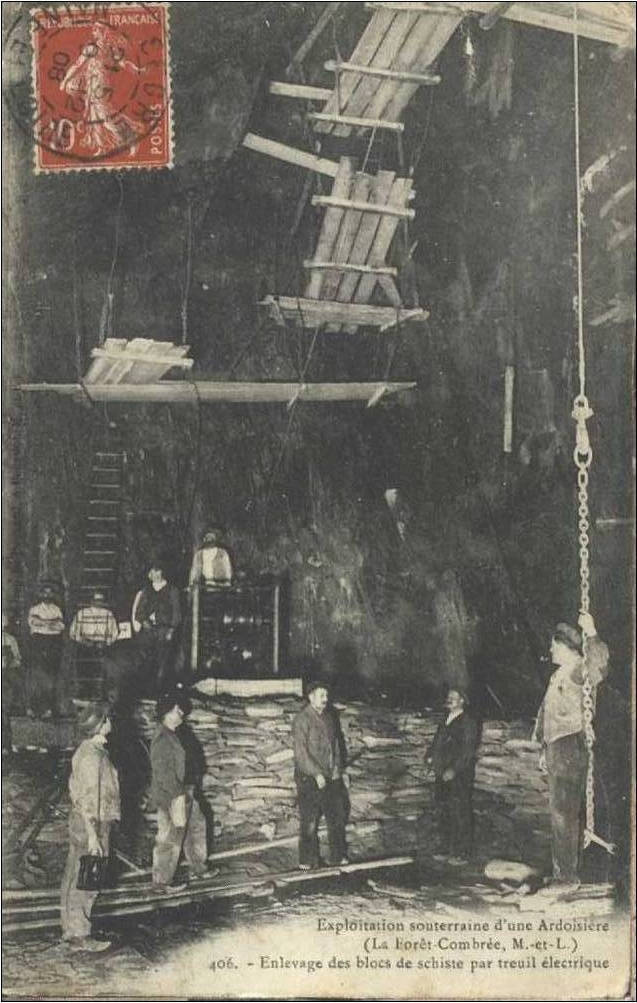
Enlevage des blocs par treuil électrique.

La tradition d'extraction d'ardoise et de fer à Combrée remonte au moins au Moyen Âge, faisant partie du bassin de Segré-Nyoiseau / Noyant-Combrée, cœur du territoire de l’extraction minière fer et ardoise dans le Haut-Anjou. Le Cher et la Loire à proximité ont considérablement contribué à l'extension de ces activités dès le XVIe siècle sinon avant, comme indiqué par les registres des nombreux péages sur la Loire.

## Politique et administration

### Administration municipale

#### Administration actuelle
Depuis le 15 décembre 2016, Combrée constitue une commune déléguée au sein de la commune nouvelle d'Ombrée d'Anjou et dispose d'un maire délégué.
| Période                                  | Période  | Identité        | Étiquette | Qualité |
| ---------------------------------------- | -------- | --------------- | --------- | ------- |
| décembre 2016                            | mai 2020 | Jean-Louis Roux |           |         |
| mai 2020                                 | en cours | Sophie Morisse  |           |         |
| Les données manquantes sont à compléter. |          |                 |           |         |

#### Administration ancienne
Combrée est située dans le canton de Pouancé, arrondissement de Segré, dans le département de Maine-et-Loire. La commune comptant moins de 3 500 habitants, son conseil municipal est constitué de 23 élus.
| Période                                  | Période               | Identité                      | Étiquette | Qualité |
| ---------------------------------------- | --------------------- | ----------------------------- | --------- | --- |
| Les données manquantes sont à compléter. |                       |                               |           | |
| 1790                                     | 1798                  | Robert                        |           | Curé |
| 1798                                     | 1800                  | Lebreton                      |           | |
| 1800                                     | 1814                  | René Colombeau                |           | |
| 1814                                     | 1830                  | Achille Veillon               |           | |
| 1830                                     | 1832                  | François Bazin                |           | |
| 1832                                     | 1837                  | Alexandre Poilièvre           |           | |
| 1837                                     | 1846                  | J. Bazin                      |           | |
| 1846                                     | 1848                  | Besnier                       |           | |
| 1848                                     | 1867                  | Jules Veillon de la Garoulaye |           | |
| 1867                                     | 1870                  | Bellier                       |           | |
| 1870                                     | 1874                  | Auguste Coué                  |           | |
| 1874                                     | 1896                  | Jules Veillon de la Garoulaye |           | |
| 1896                                     | mai 1904              | Joseph Moreau                 |           | |
| mai 1904                                 | mai 1935              | Étienne Charbonneau           |           | Producteur de mousseux |
| mai 1935                                 | novembre 1952 (décès) | Prosper Dhion                 |           | |
| 1953                                     | mars 1977             | Auguste Gohier                |           | Maire honoraire |
| mars 1977                                | janvier 1982 (décès)  | Henri Gazeau                  | UDF-CDS   | Professeur d'histoire-géographie en collège Conseiller général de Pouancé (1961 → 1982) Vice-président du conseil général (? → 1982) Président du SIVOM du canton de Pouancé (? → 1982) |
| mars 1982                                | mars 2001             | Jules Aligand                 |           | Ardoisier retraité, ancien premier adjoint |
| mars 2001                                | mars 2008             | Jean-Paul Tabouret            | DVD       | Conseiller clientèle |
| mars 2008                                | décembre 2016         | Jean-Louis Roux               | SE        | Enseignant |

### Intercommunalité
La commune adhère, comme les autres communes du canton de Pouancé, à un syndicat intercommunal à vocation multiple (SIVM) créé en 1966. Celui-ci devient la communauté de communes de la région de Pouancé-Combrée en 1995.

## Population et société

### Démographie

#### Évolution démographique
Dans son Dictionnaire Historique, Géographique et Biographique de Maine-et-Loire, Célestin Port livre le compte de la population de Combrée sous l'Ancien Régime. La population est exprimée en « feux », c'est-à-dire en foyer de famille. Pour estimer le nombre d'habitants, il faut appliquer un coefficient multiplicateur de 5. Entre 1720 et 1726, la paroisse comptait 176 feux, pour 794 habitants.

L'évolution du nombre d'habitants est connue à travers les recensements de la population effectués dans la commune depuis 1793. À partir du 1er janvier 2009, les populations légales des communes sont publiées annuellement dans le cadre d'un recensement qui repose désormais sur une collecte d'information annuelle, concernant successivement tous les territoires communaux au cours d'une période de cinq ans. 
Pour les communes de moins de 10 000 habitants, une enquête de recensement portant sur toute la population est réalisée tous les cinq ans, les populations légales des années intermédiaires étant quant à elles estimées par interpolation ou extrapolation. Pour la commune, le premier recensement exhaustif entrant dans le cadre du nouveau dispositif a été réalisé en 2007,.
En 2014, la commune comptait 2 845 habitants, en évolution de +5,25 % par rapport à 2009 (Maine-et-Loire : +3,3 %, France hors Mayotte : +2,49 %).
| 1793  | 1800 | 1806 | 1821  | 1831  | 1836  | 1841  | 1846  | 1851  |
| ----- | ---- | ---- | ----- | ----- | ----- | ----- | ----- | ----- |
| 1 271 | 821  | 993  | 1 211 | 1 209 | 1 309 | 1 533 | 1 662 | 1 801 |

| 1856  | 1861  | 1866  | 1872  | 1876  | 1881  | 1886  | 1891  | 1896  |
| ----- | ----- | ----- | ----- | ----- | ----- | ----- | ----- | ----- |
| 1 817 | 1 911 | 1 925 | 1 720 | 1 800 | 1 827 | 1 889 | 1 935 | 2 147 |

| 1901  | 1906  | 1911  | 1921  | 1926  | 1931  | 1936  | 1946  | 1954  |
| ----- | ----- | ----- | ----- | ----- | ----- | ----- | ----- | ----- |
| 2 624 | 3 543 | 3 403 | 3 504 | 3 505 | 3 517 | 3 134 | 3 140 | 3 491 |

| 1962  | 1968  | 1975  | 1982  | 1990  | 1999  | 2007  | 2012  | 2014  |
| ----- | ----- | ----- | ----- | ----- | ----- | ----- | ----- | ----- |
| 3 031 | 2 975 | 2 644 | 2 570 | 2 560 | 2 410 | 2 611 | 2 816 | 2 845 |

#### Pyramide des âges
La population de la commune est relativement âgée. Le taux de personnes d'un âge supérieur à 60 ans (28,1 %) est en effet supérieur au taux national (21,6 %) et au taux départemental (21 %).
À l'instar des répartitions nationale et départementale, la population féminine de la commune est supérieure à la population masculine. Le taux (53,4 %) est supérieur au taux national (51,6 %).
La répartition de la population de la commune par tranches d'âge est, en 2007, la suivante :
- 46,6 % d’hommes (0 à 14 ans = 20,6 %, 15 à 29 ans = 18,1 %, 30 à 44 ans = 18,6 %, 45 à 59 ans = 19,7 %, plus de 60 ans = 23 %) ;
- 53,4 % de femmes (0 à 14 ans = 19 %, 15 à 29 ans = 14 %, 30 à 44 ans = 17,9 %, 45 à 59 ans = 16,7 %, plus de 60 ans = 32,5 %).

| Hommes | Classe d’âge | Femmes |
| ------ | ------------ | ------ |
| 0,8    | 90 ans ou +  | 1,9    |
| 10,5   | 75 à 89 ans  | 16,3   |
| 11,7   | 60 à 74 ans  | 14,3   |
| 19,7   | 45 à 59 ans  | 16,7   |
| 18,6   | 30 à 44 ans  | 17,9   |
| 18,1   | 15 à 29 ans  | 14,0   |
| 20,6   | 0 à 14 ans   | 19,0   |

| Hommes | Classe d’âge | Femmes |
| ------ | ------------ | ------ |
| 0,4    | 90 ans ou +  | 1,2    |
| 6,3    | 75 à 89 ans  | 9,2    |
| 11,8   | 60 à 74 ans  | 13,0   |
| 19,9   | 45 à 59 ans  | 19,4   |
| 20,6   | 30 à 44 ans  | 19,5   |
| 20,3   | 15 à 29 ans  | 19,1   |
| 20,6   | 0 à 14 ans   | 18,6   |

### Enseignement
Combrée possède une école publique située au bourg de Bel-Air de Combrée (Groupe scolaire public de l'Ombrée) qui accueille sur neuf classes un total de 233 élèves. Deux écoles privées se situent sur la commune, l'école privée St François, qui accueille 80 élèves du cycle élémentaire, et l'école privée Notre-Dame des Ardoisières, qui possède deux classes. La commune a également mise en place une garderie périscolaire. Avant 2005, les élèves pouvaient rejoindre le collège-lycée de l'Institution libre de Combrée. Depuis sa fermeture en 2005, les collèges les plus proches se trouvent à Pouancé ou Segré et les lycées se situent à Segré.
En 1810 est fondée l'Institution libre de Combrée par M. Drouet, curé de Combrée et ancien collaborateur de Mongazon à Beaupréau. Depuis la fermeture de l'Institution Libre de Combrée, un Établissement public d'insertion de la Défense occupe les locaux, pouvant accueillir jusqu'à 75 jeunes.

### Manifestations culturelles et festivités
- Feux de la Saint-Jean : fin juin autour du plan d'eau.

### Santé
Un cabinet médical est présent à Combrée, regroupant plusieurs médecins généralistes. La commune possède deux pharmacies réparties dans les deux bourgs, et possède également un kinésithérapeute. Les hôpitaux les plus proches sont à Pouancé et à Segré, mais le service maternité et la clinique la plus proche se situent uniquement à Segré.

### Sports
La Ville dispose de trois terrains de football, un city-stade, deux salles de sport, une salle de gym, deux terrains de tennis aux abords du plan d'eau, une piscine découverte, deux salles de boule de fort, un terrain de Swing golf autour du plan d'eau, un skate-park, un parcours d'orientation (dans la forêt), ainsi qu'une salle de pétanque de 30 terrains.
L'Union Sportive Combrée Bel-Air Noyant (USCBAN) est le club de football de la commune et est composé de trois équipes seniors (équipe A en 1re division, équipe B en 4e division et équipe C en 5e division en Championnat départemental) et 160 licenciés au total. Le club est en Groupement de Jeunes avec l'USA Pouancé pour les U15 à U19.
L'association EHA gère quatre activités sportives : le basket-ball (44 licenciés), la gymnastique (168 licenciés), le tennis de table (34 licenciés) et le badminton (27 licenciés).
Le Tennis Club de l'Ombrée rassemble 68 licenciés, et l'association VTT en rassemble une trentaine. Une école de sport est également présente avec plus d'une cinquantaine d'enfants. D'autres associations rassemblent également les joueurs de pétanque et les joueurs de boules de fort.

### Cultes
Le culte catholique est célébré dans les deux églises de la commune : le samedi soir à la Chapelle de la Sainte-Famille de Bel-Air et le dimanche matin à l'église Saint-Pierre de Combrée.

## Économie
Selon l'Insee, la commune comptait en 2009, hors exploitations agricoles, soixante-quatre entreprises dont dix dans l'industrie, douze dans la construction, trente-quatre dans le commerce, le transport, la réparation automobile et les services divers ainsi que quatre dans l'administration publique, enseignement, santé et action sociale. L'ensemble des entreprises, y compris les exploitations agricoles, représentent 883 postes salariés en 2008, dont 533 pour l'industrie. Le taux de chômage s'établit en 2007 à 6,2 %, en progression de 0,6 points par rapport à 1999.

### Agriculture
On comptait seulement 35 exploitations agricoles en 2000. Le nombre d'exploitations a fortement diminué entre 1988 et 2000, passant de 59 à 35, la superficie cultivée a elle aussi diminuée dans cette période, passant de 1 681 hectares (moyenne 28 hectares par exploitation) à 1 456 hectares (42 hectares par exploitation). Vingt exploitations élevaient des bovins, le nombre de têtes baissant de 2 470 à 1 797 entre 1988 et 2000, et dix-huit des volailles, dont le nombre augmente de 1 603 à 3 020 durant la même période.

### Appellations sur le territoire
La commune possède au total une douzaine d'appellations sur le territoire :
- AOC - AOP Maine-Anjou ;
- IGP Bœuf du Maine ; Cidre de Bretagne ou Cidre breton ; Farine de blé noir de Bretagne - Gwinizh du Breizh ;
- IGP Maine-et-Loire blanc ; Maine-et-Loire rosé ; Maine-et-Loire rouge ;
- IGP Volailles de Janzé ; Volailles de Loué ; Volailles du Maine ; Volailles d’Ancenis ; Œufs de Loué.

### Commerces et tourisme
Au niveau des commerces, la commune possède deux supermarchés et deux boulangeries, réparties sur les deux bourgs. Elle compte également une dizaine de commerçants divers, ainsi qu'une quinzaine d'artisans. Des assureurs et des services bancaires sont également présents, ainsi que deux services de restauration.
Dans la zone industrielle de Bel-Air de Combrée, on peut compter :
- Cassegrain, spécialiste de la maroquinerie de luxe dont la marque de distribution est Longchamp
- Vagualot, discount, stocks, dégriffes (détail)
- Bel-Air Matériaux SARL, exploitant d'une carrière de gisements d'ardoises à ciel ouvert
- Solairgies SAS, entreprise de traitement des eaux

Quant au tourisme, la commune est affiliée au syndicat d'Initiative du Haut-Anjou Pouancéen, syndicat intercommunal. Un hôtel se trouve sur la commune.

## Culture locale et patrimoine

### Lieux et monuments

#### Monuments civils
Le château du Plessis est une demeure des XVIIe et XIXe siècles. Ancien siège d'une seigneurie et d'un fief, il est entouré de douves sur trois côtés. Sa façade comporte trois travées, avec la travée centrale portant un fronton triangulaire où sont gravées les armes de la famille d'Avoisne. À l'arrière, deux tours carrés flanquent le logis, dont une du XIXe siècle abritant la chapelle. La ferme de Montjaugé, ancien fief, appartient à la famille d'Andigné jusqu'au XVIIIe siècle. C'est un manoir de plain-pied, comportant un niveau sous combles. Il a été fortifié pendant les guerres de Religion.

#### Monuments religieux
L'église Saint-Pierre du XVIIe siècle possède un cœur et des chapelles du XVIIIe siècle ainsi qu'un portail, une nef et des bas-côtés du XIXe siècle. L'édifice a été partiellement reconstruit entre 1998 et 1999. La chapelle de la Sainte-Famille est une chapelle rectangulaire à chapelles en transept, construite en 1905 pour desservir la cité ardoisière de Bel-Air.

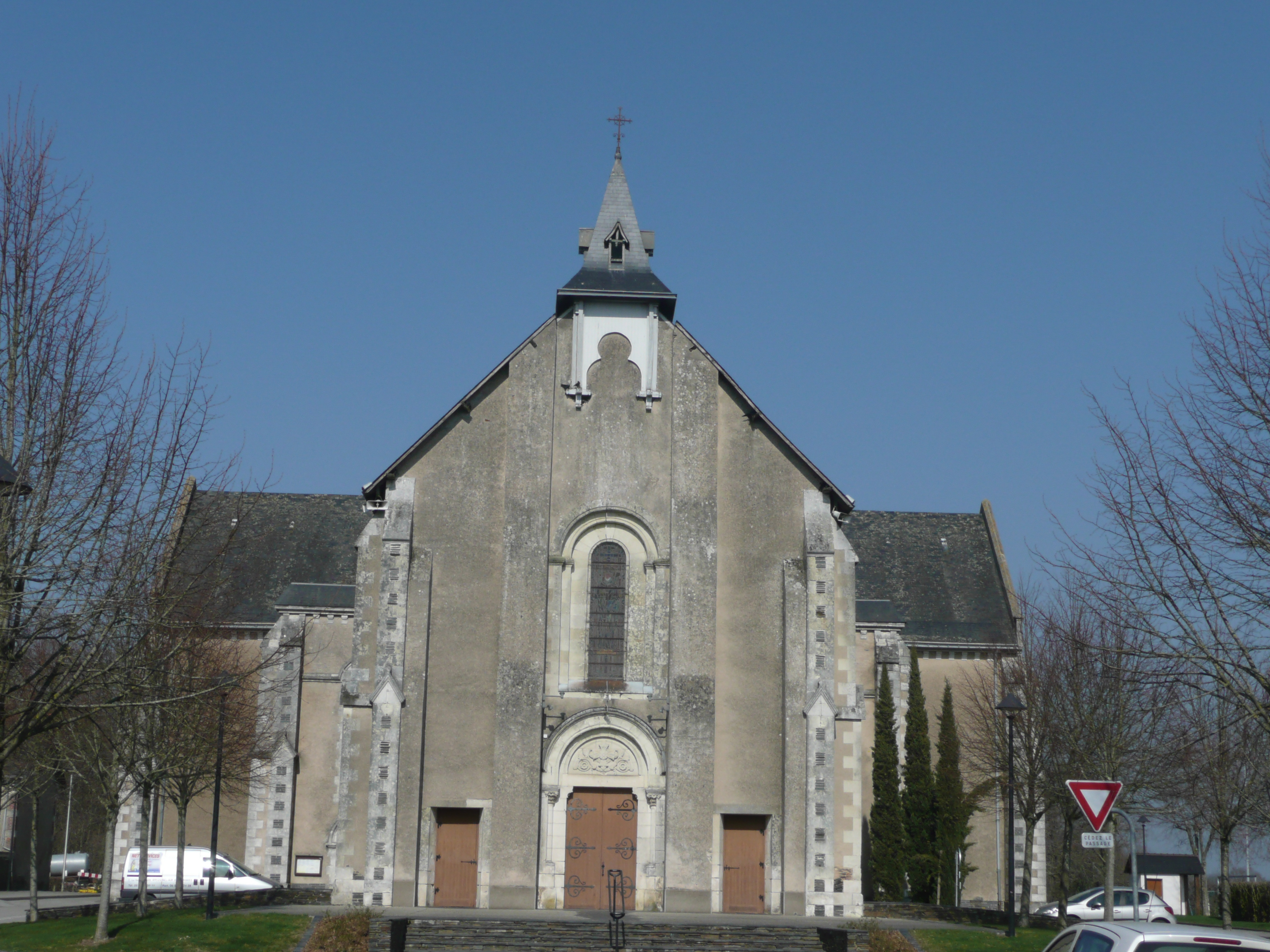
Chapelle de la Sainte-Famille de Bel-air.
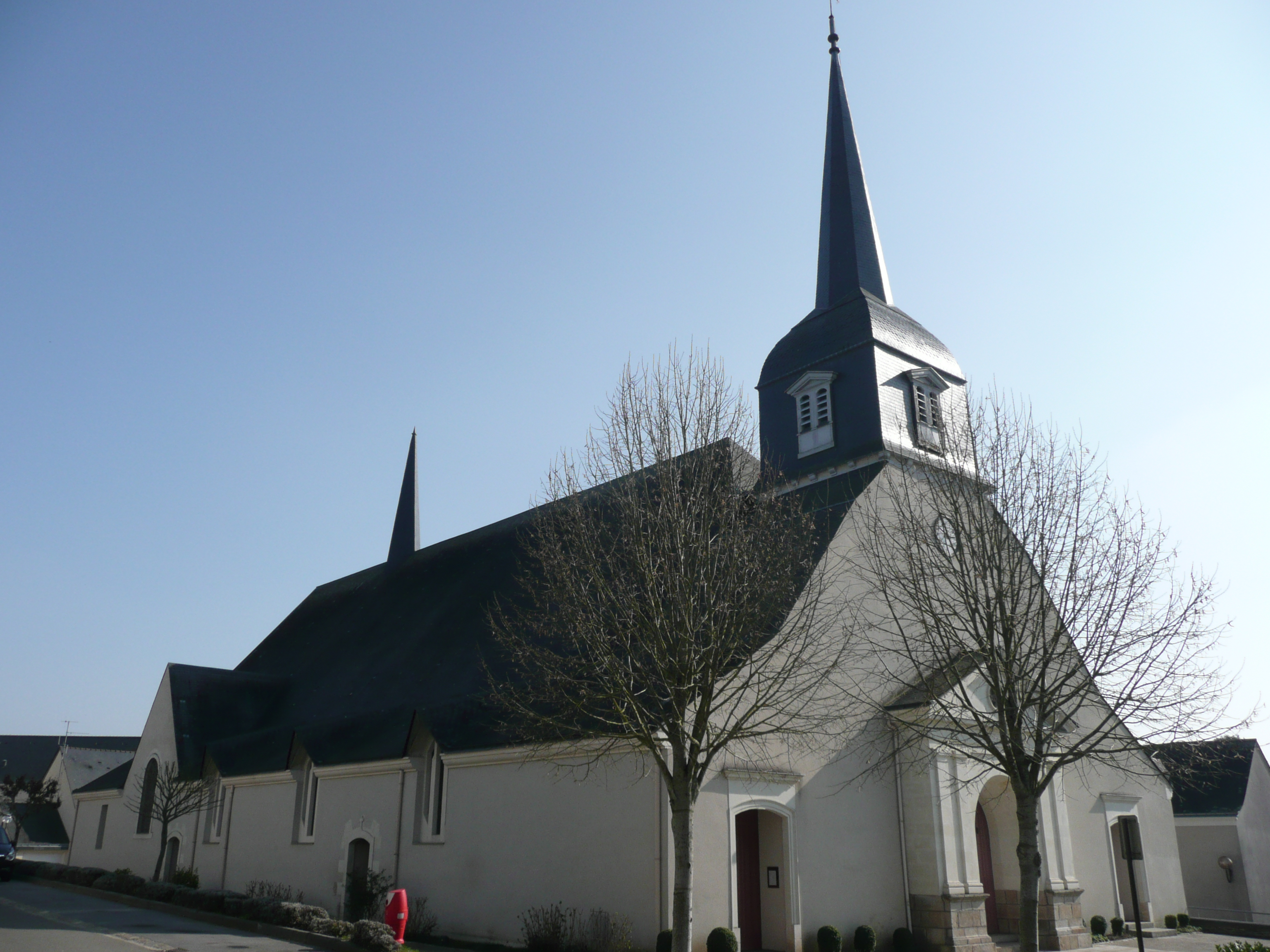
Église Saint-Pierre de Combrée.

### Patrimoine industriel
La forêt d'Ombrée garde les vestiges d'un puits d'extraction d'ardoise. Dans le bourg de Bel-Air se trouve la cité ardoisière du Bois-Long, comportant près de 300 logements construits en 1906 pour les ouvriers des carrières d'ardoise.

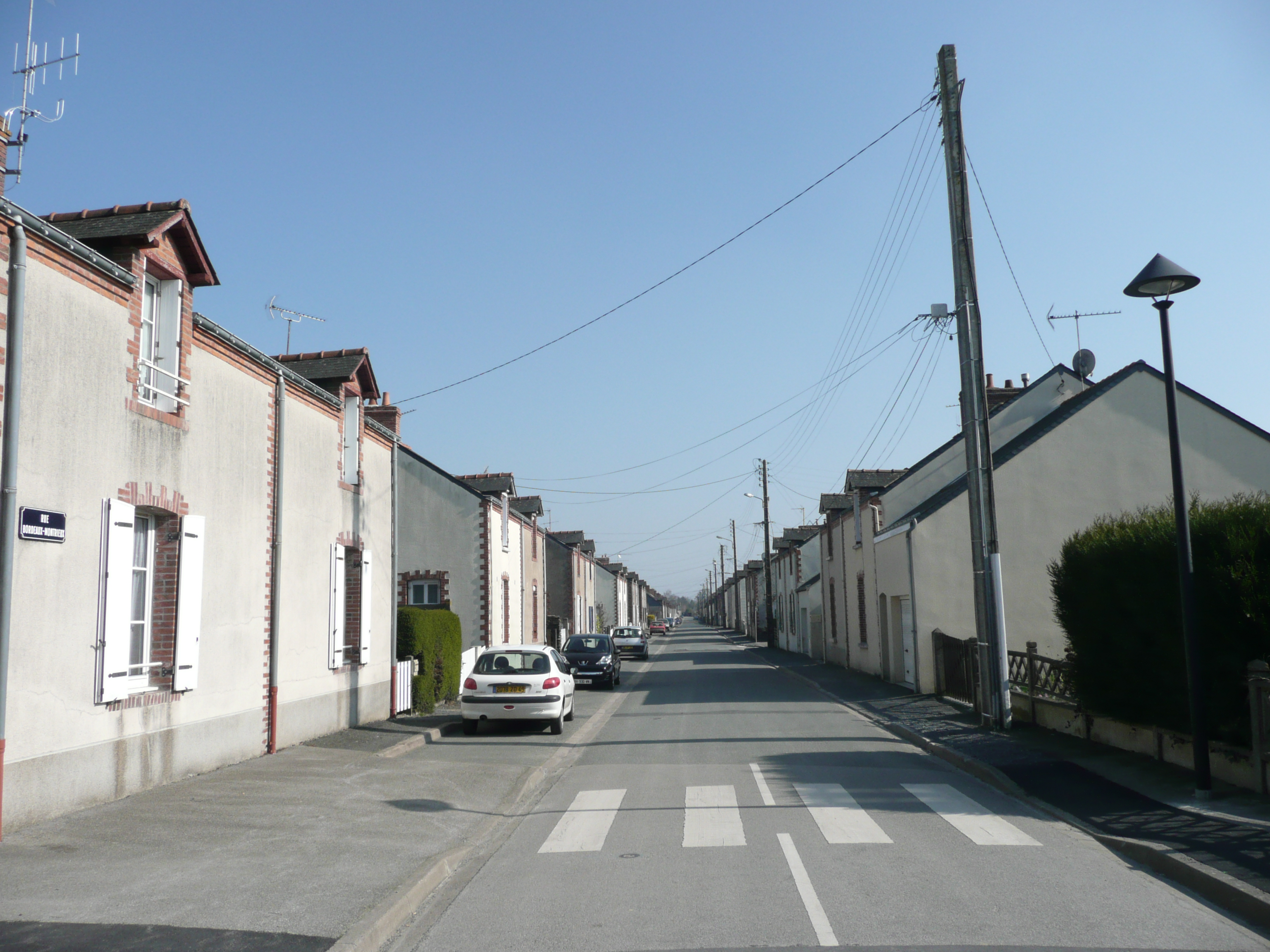
Cité ardoisière du Bois-Long.
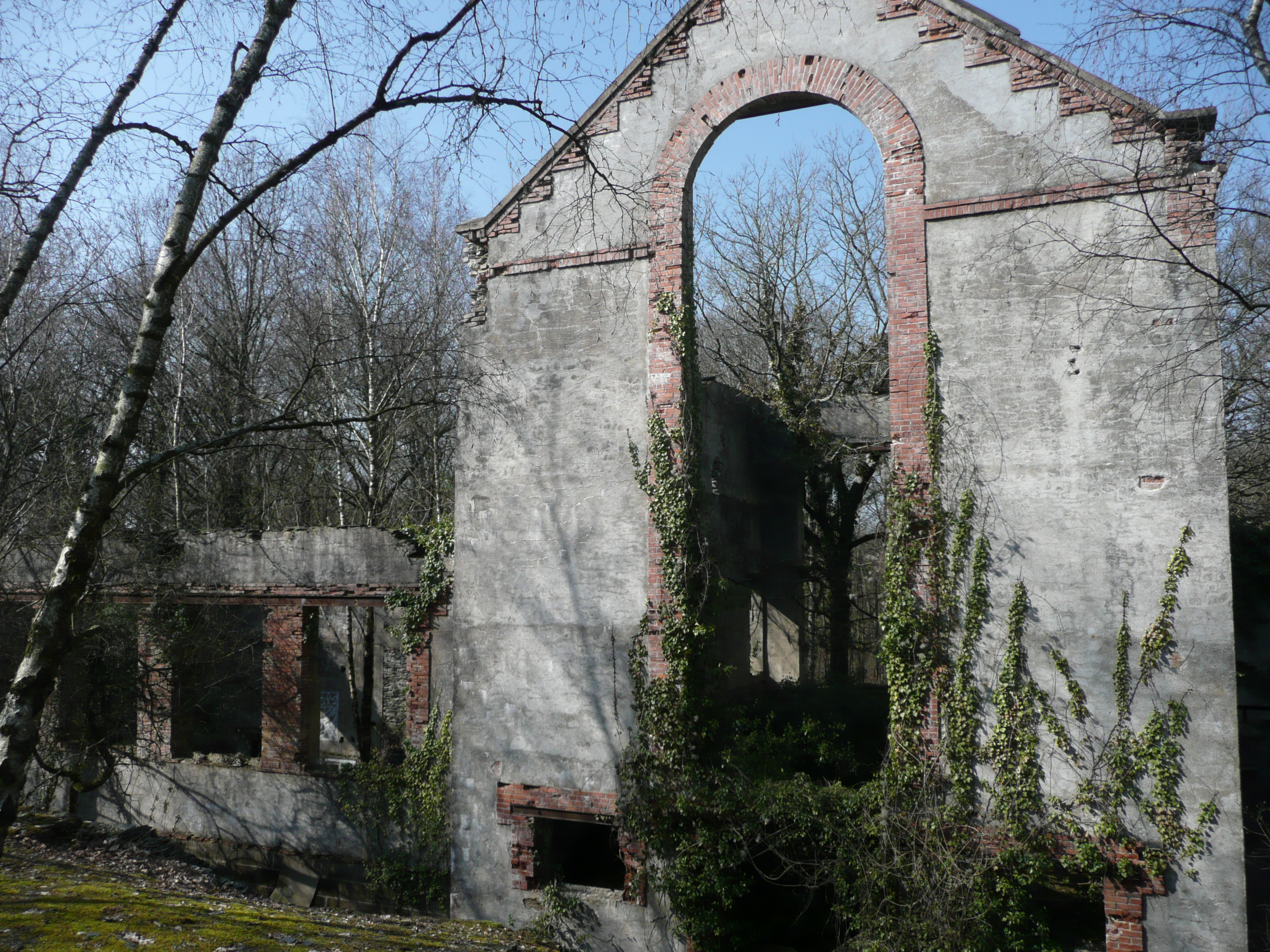
Vestiges de l'usine électrique des ardoisières.

### Équipement culturel
La commune dispose d'une bibliothèque municipale « Jacques Prévert » et de trois salles municipales.

### Personnalités liées à la commune
- François-Armand-Joseph d'Avoynes (1762-1807), aristocrate français, émigré et chef chouan, mort à Combrée.
- Le coureur cycliste Fernand Augereau (1882-1958) est mort à Combrée.
- Le chanteur Pascal Obispo a étudié à Combrée.

## Pour approfondir